# Liste der Lieder von Pierce the Veil

Das derzeitige Bandlogo

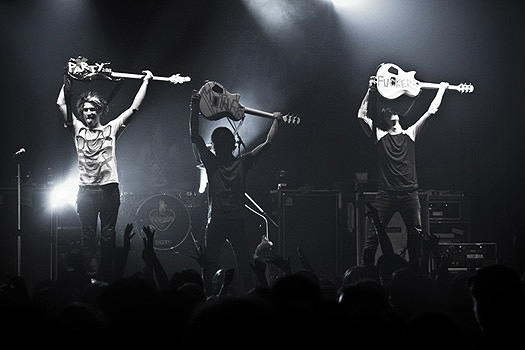
Pierce the Veil im März 2009

Dies ist eine Übersicht der gesamten musikalischen Kompositionen der US-amerikanischen Post-Hardcore-Band Pierce the Veil. Nicht berücksichtigt werden in dieser Auflistung Coverlieder und Remixe.

## Kompositionen

### A
| Titel              | Autoren     | Album                | Jahr |
| ------------------ | ----------- | -------------------- | ---- |
| A Match Into Water | Vic Fuentes | Collide with the Sky | 2012 |

### B
| Titel              | Autoren                 | Album                | Jahr |
| ------------------ | ----------------------- | -------------------- | ---- |
| Bedless            | Vic Fuentes             | Misadventures        | 2016 |
| Besitos            | Vic Fuentes, Dave Yaden | Selfish Machines     | 2010 |
| Bulletproof Love   | Vic Fuentes, Tom Denney | Selfish Machines     | 2010 |
| Bulls in the Bronx | Vic Fuentes, Tom Denney | Collide with the Sky | 2012 |

### C
| Titel                               | Autoren                   | Album                    | Jahr |
| ----------------------------------- | ------------------------- | ------------------------ | ---- |
| Caraphernelia                       | Vic Fuentes, Tom Denney   | Selfish Machines         | 2010 |
| Chemical Kids and Mechanical Brides | Vic Fuentes, Mike Fuentes | A Flair for the Dramatic | 2007 |
| Circles                             | Vic Fuentes               | Misadventures            | 2016 |
| Currents Convulsive                 | Vic Fuentes, Tom Denney   | A Flair for the Dramatic | 2007 |

### D
| Titel                         | Autoren                     | Album                    | Jahr |
| ----------------------------- | --------------------------- | ------------------------ | ---- |
| Diamonds and Why Men Buy Them | Vic Fuentes, Curtis Peoples | A Flair for the Dramatic | 2007 |
| Disasterology                 | Vic Fuentes, Tom Denney     | Selfish Machines         | 2010 |
| Dive In                       | Vic Fuentes                 | Misadventures            | 2016 |
| Drella                        | Vic Fuentes, Mike Fuentes   | A Flair for the Dramatic | 2007 |

### F
| Titel                         | Autoren                     | Album                    | Jahr |
| ----------------------------- | --------------------------- | ------------------------ | ---- |
| Falling Asleep on a Stranger  | Vic Fuentes, Curtis Peoples | A Flair for the Dramatic | 2007 |
| Fast Times at Clairemont High | Vic Fuentes, Tom Denney     | Selfish Machines         | 2010 |
| Floral & Fading               | Vic Fuentes                 | Misadventures            | 2016 |

### G
| Titel             | Autoren     | Album         | Jahr |
| ----------------- | ----------- | ------------- | ---- |
| Gold Medal Ribbon | Vic Fuentes | Misadventures | 2016 |

### H
| Titel            | Autoren     | Album                | Jahr |
| ---------------- | ----------- | -------------------- | ---- |
| Hell Above       | Vic Fuentes | Collide with the Sky | 2012 |
| Hold on Till May | Vic Fuentes | Collide with the Sky | 2012 |

### I
| Titel                                | Autoren                   | Album                    | Jahr |
| ------------------------------------ | ------------------------- | ------------------------ | ---- |
| I Don´t Care If You´re Contagious    | Vic Fuentes, Tom Denney   | Selfish Machines         | 2010 |
| I´d Rather Die Than Be Famous        | Vic Fuentes, Mike Fuentes | A Flair for the Dramatic | 2007 |
| I´m Low on Gas and You Need a Jacket | Vic Fuentes               | Collide with the Sky     | 2012 |

### K
| Titel           | Autoren                                   | Album                | Jahr |
| --------------- | ----------------------------------------- | -------------------- | ---- |
| King for a Day  | Vic Fuentes, Steve Miller, Curtis Peoples | Collide with the Sky | 2012 |
| Kissing in Cars | Vic Fuentes                               | Selfish Machines     | 2010 |

### M
| Titel                                              | Autoren     | Album                | Jahr |
| -------------------------------------------------- | ----------- | -------------------- | ---- |
| May These Noises Startle You in Your Sleep Tonight | Vic Fuentes | Collide with the Sky | 2012 |
| Million Dollar Houses (The Painter)                | Vic Fuentes | Selfish Machines     | 2010 |

### O
| Titel                        | Autoren     | Album                | Jahr |
| ---------------------------- | ----------- | -------------------- | ---- |
| One Hundred Sleepless Nights | Vic Fuentes | Collide with the Sky | 2012 |

### P
| Titel                             | Autoren     | Album                | Jahr |
| --------------------------------- | ----------- | -------------------- | ---- |
| Pass the Nirvana                  |             |                      | 2022 |
| Phantom Power and Ludicrous Speed | Vic Fuentes | Misadventures        | 2016 |
| Props & Mayhem                    | Vic Fuentes | Collide with the Sky | 2012 |

### S
| Titel                                 | Autoren                   | Album                    | Jahr |
| ------------------------------------- | ------------------------- | ------------------------ | ---- |
| Sambuka                               | Vic Fuentes, Tom Denney   | Misadventures            | 2016 |
| She Makes Dirty Words Sound Pretty    | Vic Fuentes, Jonny Craig  | Selfish Machines         | 2010 |
| She Sings in the Morning              | Vic Fuentes, Mike Fuentes | A Flair for the Dramatic | 2007 |
| Song for Isabelle                     | Vic Fuentes               | Misadventures            | 2016 |
| Southern Constellations               | Vic Fuentes               | Selfish Machines         | 2010 |
| Stained Glass Eyes and Colorful Tears | Vic Fuentes               | Collide with the Sky     | 2012 |
| Stay Away from My Friends             | Vic Fuentes, Tom Denney   | Selfish Machines         | 2010 |

### T
| Titel                       | Autoren                     | Album                    | Jahr |
| --------------------------- | --------------------------- | ------------------------ | ---- |
| Tangled in the Great Escape | Vic Fuentes                 | Collide with the Sky     | 2012 |
| Texas is Forever            | Vic Fuentes                 | Misadventures            | 2016 |
| The Balcony Scene           | Vic Fuentes, Mike Fuentes   | A Flair for the Dramatic | 2007 |
| The Boy Who Could Fly       | Vic Fuentes, Tom Denney     | Selfish Machines         | 2010 |
| The Cheap Bouquet           | Vic Fuentes, Mike Fuentes   | A Flair for the Dramatic | 2007 |
| The Divine Zero             | Vic Fuentes, Curtis Peoples | Misadventures            | 2016 |
| The First Punch             | Vic Fuentes                 | Collide with the Sky     | 2012 |
| The New National Anthem     | Vic Fuentes, Tom Denney     | Selfish Machines         | 2010 |
| The Sky Under the Sea       | Vic Fuentes, Tom Denney     | Selfish Machines         | 2010 |
| Today I Saw the Whole World | Vic Fuentes, Curtis Peoples | Misadventures            | 2016 |

### W
| Titel      | Autoren                   | Album                    | Jahr |
| ---------- | ------------------------- | ------------------------ | ---- |
| Wonderless | Vic Fuentes, Mike Fuentes | A Flair for the Dramatic | 2007 |

### Y
| Titel                  | Autoren                   | Album                    | Jahr |
| ---------------------- | ------------------------- | ------------------------ | ---- |
| Yeah Boy and Doll Face | Vic Fuentes, Mike Fuentes | A Flair for the Dramatic | 2007 |